# Rafael Pérez Ruiz
Rafael Pérez Ruiz (Còrdova, 1981) és un jurista i polític espanyol, que exerceix de secretari d'Estat de Seguretat del Govern espanyol des de 2020.

## Biografia
Nascut a Còrdova el 1981, és fill de l'advocat laboralista Rafael Pérez Molina, que va ser regidor a l'Ajuntament de Rute entre 1987 i 1991 pel Partit Andalusista, i d'Antonia Ruiz Miranda. A nivell acadèmic es llicencià en Dret a la Universitat de Còrdova.
Després de superar el curs teòric-pràctic a l'Escola Judicial, al maig de 2009 la Comissió Permanent del Consell General del Poder Judicial (CGPJ) el destinà al Jutjat de Primera Instància i Instrucció Únic d'Almadén, a la província de Ciudad Real. Després de tres anys en aquell jutjat fou destinat al Jutjat de Primera Instància i Instrucció número 2 de Montoro, província de Còrdova. L'any 2015 fou promogut a la categoria de magistrat. Més tard ocupà la plaça de magistrat al Jutjat penal número 1 de Còrdova.
L'any 2017, el CGPJ el nomenà magistrat lletrat i el destinà a la secció de Planta i Oficina Judicial del Servei de Personal Judicial del CGPJ, ocupant la prefectura.

### Ministeri de l'Interior espanyol
El juny de 2018, el nou ministre de l'Interior espanyol, Fernando Grande-Marlaska, l'escollí com a cap de gabinet. Ocupà el càrrec fins a gener de 2020, quan el ministre de l'Interior renovà la cúpula del departament i el nomenà secretari d'Estat de Seguretat en substitució d'Ana Botella Gómez.
El 27 de setembre de 2021, en motiu l'acte de celebració dels patrons de la Policia espanyola a Barcelona, els Àngels custodis, manifestà que la comissaria de la Via Laietana de Barcelona, seu de la Prefectura Superior de Policia de Catalunya, «ha estat i és un símbol de servei públic des de la qual diverses generacions de policies han contribuït i continuen contribuint a enfortir la democràcia». També assegurà que la Policia espanyola era una de les institucions més valorades per la ciutadania i mostrà el seu convenciment que els catalans agraïen la seva feina «abnegada i silenciosa». Aquestes declaracions desfermaren la polèmica a pocs dies de l'aniversari de l'1 d'octubre, data del referèndum sobre la independència de Catalunya de 2017, entre altres raons perquè la comissaria esmentada esdevingué centre reconegut de tortures durant el Franquisme així com la Transició espanyola.
Tot i que es trobava en situació administrativa de serveis especials i no havia arribat a exercir el càrrec, des de novembre de 2018 fou magistrat titular del Jutjat de Primera Instància i Instrucció número 2 de Coslada, província de Madrid.